# Demografía de Puebla
Puebla, con sus más de seis millones de habitantes, es la quinta entidad federativa más poblada de la República Mexicana, detrás del Estado de México, Ciudad de México, Veracruz y Jalisco. 
El municipio de Puebla alberga alrededor de la quinta parte de la población, y su área metropolitana es el espacio donde reside alrededor de un tercio de los poblanos. 
En contraste, existen regiones con una baja densidad de población especialmente en las regiones de La Mixteca y el Valle de Tehuacán. 
Las difíciles condiciones de vida en estas zonas han motivado la expulsión de habitantes, primero hacia las zonas urbanas del centro de México, y más recientemente a los Estados Unidos.
El estado tenía en 2003 uno de los peores índices de desarrollo humano de México, y ocho de sus municipios se encontraban entre los cien más pobres del país en 2007.
De acuerdo con un estudio realizado por Aregional en 2007 sobre datos del Instituto Nacional de Estadística, Geografía e Informática (INEGI) y el Consejo Nacional de Población (Conapo), alrededor del 60% de la población de Puebla vivía por debajo del umbral de la pobreza y era uno de los estados con mayor desigualdad social en la República en 2007.

## Dinámica de la población
Históricamente, Puebla ha sido uno de los estados más poblados de México. Desde tiempos prehispánicos, la región del valle de Puebla-Tlaxcala ha sido una zona de gran importancia demográfica en el territorio que actualmente ocupa la República Mexicana. En esta zona se establecieron grandes ciudades como Cholula. Más tarde, durante la época colonial, la ciudad de Puebla de los Ángeles llegó a ser la segunda ciudad más importante del virreinato de la Nueva España. Hasta fines del siglo XIX, la segunda ciudad más grande de México seguía siendo Puebla. Sin embargo, durante la explosión demográfica que vivió el país, la capital poblana se vio rebasada por núcleos de población como Guadalajara, Jalisco y Monterrey (Nuevo León).
Al principio del siglo XX, el estado de Puebla albergaba el 7% de la población de México, es decir, alrededor de 1 millón 300 mil habitantes. Con esa cifra, Puebla era la cuarta entidad más poblada del país. A pesar de que la población del estado ha aumentado hasta más de 5 millones al inicio del siglo XXI, los poblanos radicados en el estado representan el 5,2% de la población nacional mexicana. La mayor parte de la población se concentra en Puebla de Zaragoza, capital del estado. En 1900, la capital poblana tenía una población de más de 93 mil habitantes, 30 años más tarde, la ciudad albergaba a 114.793 habitantes. En los siguientes 55 años, la población de la capital poblana llegaría a multiplicarse por 10, hasta llegar a más de 1 millón 115 mil habitantes en 1995 y más de 1 millón 300 mil habitantes en el 2005. Por otro lado, la ciudad de Tehuacán, segunda en importancia por su población en el estado, comenzó el siglo XX con una población de 7.139 habitantes. De acuerdo con el II Conteo de Población de 2005, realizado por el INEGI, Tehuacán tiene una población de 260.923 habitantes.
En el año 2005, el estado ocupó la sexta posición entre las entidades federativas de la República Mexicana, de acuerdo con el número de personas que salieron de su territorio para irse a radicar a otras partes del país. El total de poblanos que en 2005 radicaban en otra entidad federativa era de 91.897. En contraste, la entidad recibió más de 96 mil inmigrantes provenientes de otras partes del país. En lo referente a la emigración transnacional, el 1,4% de la población originaria del estado radica en los Estados Unidos. Buena parte de los migrantes poblanos transnacionales son originarios de las zonas más pobres del estado, especialmente de la Mixteca y Tehuacán y la Sierra Negra. Popularmente, a Nueva York se le conoce en Puebla como Puebla York, debido a la gran cantidad de poblanos radicados en esa ciudad. En esa ciudad también se ha establecido la Casa Puebla, organización dedicada a la atención de migrantes, poblanos y del resto de México, en el norte de los Estados Unidos.
| Evolución demográfica de algunas localidades de Puebla |                   |         |         |         |           |           |
|                                                        |                   |         |         |         |           |           |
| Localidad                                              | Región            | 1930    | 1950    | 1970    | 1990      | 2005      |
| Acatlán de Osorio                                      | Mixteca Poblana   | 6.042   | 7.578   | 7.624   | 12.306    | 15.568    |
| Atlixco                                                | Valle de Atlixco  | 11.989  | 15.622  | 41.967  | 74.233    | 86.173    |
| Ciudad Serdán                                          | Los Llanos        | 6.538   | 8.926   | 9.581   | 17.273    | 22.147    |
| Izúcar de Matamoros                                    | Mixteca Poblana   | 6.710   | 10.597  | 21.164  | 32.559    | 41.042    |
| Puebla de Zaragoza                                     | Valle de Puebla   | 114.793 | 211.331 | 401.603 | 1.007.170 | 1.485.941 |
| Tehuacán                                               | Valle de Tehuacán | 10.673  | 23.209  | 47.497  | 139.450   | 238.229   |
| Tepeaca                                                | Valle de Puebla   | 2.972   | 4.545   | 7.466   | 16.967    | 25.236    |
| Teziutlán                                              | Sierra Norte      | 11.645  | 13.563  | 23.948  | 43.867    | 60.597    |
| Zacatlán                                               | Sierra Norte      | 4.060   | 4.680   | 7.909   | 22.091    | 30.805    |
| Zoquitlán                                              | Sierra Negra      | 2.738   | 3.357   | 3.923   | 2.559     | 2.778     |
| Fuente: INEGI                                          |                   |         |         |         |           |           |

## Población urbana y población rural
En México, las localidades urbanas son todas las cabeceras municipales (sin importar el número de habitantes con que cuenten) y aquellas poblaciones que posean más de 2500 habitantes, de acuerdo con la definición adoptada por el INEGI. De acuerdo con el II Conteo de Población (2005), el estado cuenta con 6.348 localidades que albergan una población total de 5.383.133 personas. Del total de localidades de la entidad, solo 266 tienen una población mayor a 2500 habitantes, lo que implica que la gran mayoría de las localidades censales reconocidas por el INEGI en el estado son localidades rurales. En conjunto, estas 6.082 localidades rurales albergan a 1 millón 582 mil 425 habitantes. Entre estas localidades se encuentran varias cabeceras municipales, de entre las que La Magdalena Tlatlauquitepec es la más pequeña con alrededor de 400 habitantes. 
De acuerdo con estos datos, el 29,39% de los poblanos vivían en localidades rurales en el 2005. El porcentaje de población rural de Puebla es alrededor de 25% más alto que el promedio mexicano, que fue de 23,5% para el año 2005. Sin embargo, hay doce estados que tienen una mayor población rural relativa que Puebla, entre ellos Oaxaca y Chiapas, con 52,9 y 52,3 por ciento respectivamente. Por otra parte, aunque la mayor parte de la población urbana de Puebla se concentra en ciudades mayores a 15 mil habitantes, el porcentaje de su población que habita en localidades de entre 2.500 y 14.999 habitantes es más alto que el promedio nacional. El porcentaje de la población poblana que habita en localidades de este rango es de 22,38%, en tanto que el nacional es de 13,7%. Llama la atención que solo la capital, Puebla de Zaragoza, concentra el 27,60% de la población. Tehuacán, que es el segundo municipio más poblado de la entidad apenas representa el 4,84% de la población.

## Municipios más poblados
Algunas de sus ciudades más importantes son Puebla de Zaragoza, Tehuacán, San Martín Texmelucan, Teziutlán, Tecamachalco, Zacatlán, Huauchinango, Libres, Atlixco, Cholula, Xicotepec de Juárez, Tepeaca, Acatzingo y Cuetzalan. Su economía se basa principalmente en la manufactura y la industria de la transformación. Al norte del estado se encuentra la presa Necaxa, que alimenta de energía eléctrica el centro de la Ciudad de México desde 1903. El antiguo nombre de la capital del estado es la ciudad de Puebla de los Ángeles, llamada así por una leyenda que cuenta que unos ángeles trazaron las calles de la ciudad en un sueño, de ahí que se encuentran simétricamente bien delineadas. A partir de 1862 la Ciudad pasó a nombrarse Puebla de Zaragoza, en honor de su defensor el General Ignacio Zaragoza por un decreto presidencial de Benito Juárez

## Nahuas, Popolocas y Mazatecos
Sobre la base del censo del año 2000, la CDI calculaba que la población indígena del estado de Puebla era de 957.650 personas, el 18,9% de la población del estado. Este índice es uno de los más altos en México.

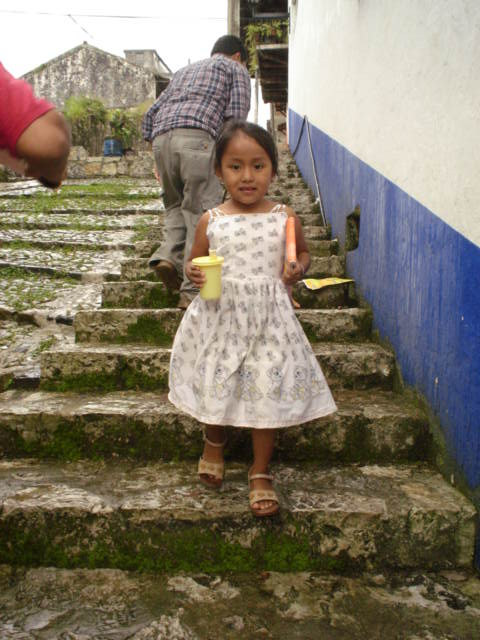
Una niña nahua de Cuetzalan del Progreso.

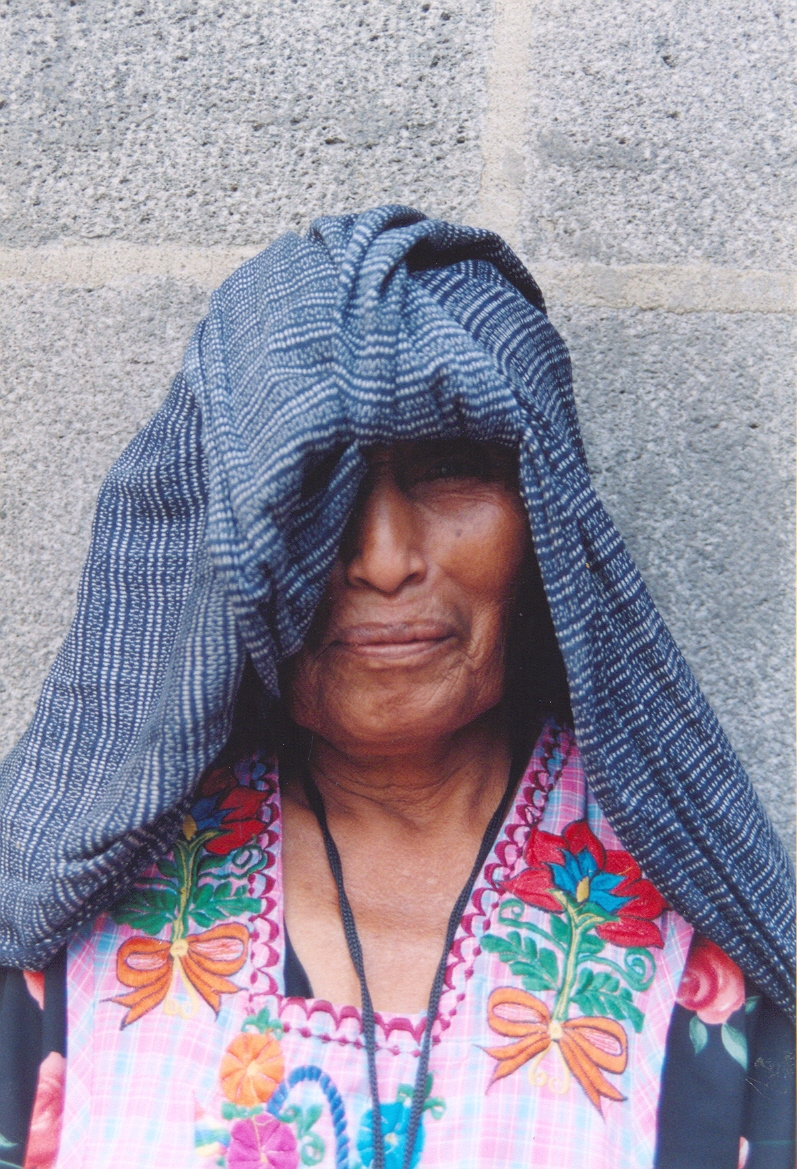
Mujer popoloca.

Los municipios del estado con población mayoritariamente mestiza, como Puebla de Zaragoza, Tehuacán y Atlixco, concentran un importante número de indígenas migrantes o nativos de primera generación por ser centros económicos de envergadura regional o nacional.
- El mayor ámbito de población indígena en el estado es el municipio de Puebla, que alberga a miembros de todas las etnias originarias del estado y de otras de estados vecinos. En el año 2002, se calculaba que el 6,8% de la población del municipio capital pertenecía a alguna etnia indígena. Esto representaba más de 69 mil personas.
- Otro importante núcleo de población indígena lo constituye el municipio de Tehuacán, que es destino de las migraciones de los mazatecos desde los pueblos de la Sierra Mazateca. En 2002, la Comisión Nacional para el Desarrollo de los Pueblos Indígenas (CDI) calculaba que 48.264 indígenas (21% de la población) habitaban en el segundo municipio más poblado del estado.

En ese mismo año, los municipios con mayor población indígena en el estado en términos relativos fueron: 
- Ixtepec (Sierra Norte) con 98,9%;
- San Sebastián Tlacotepec con 98,1% y

Eloxochitlán 98,5% (los 2 en la Sierra Negra). 
Entonces en el estado hay dos grandes regiones indígenas. 
Una de ellas corresponde a la Sierra Norte de Puebla,
y la otra a la Sierra Negra. 
- La región indígena de la Sierra Norte forma parte de una más amplia con el Totonacapan del vecino estado de Veracruz. En esta región conviven nahuas, totonacos y otomíes. Los dos primeros son los grupos indígenas más grandes del estado. Constituyen importantes poblaciones en los municipios de Huauchinango, Pahuatlán, Huehuetla, Zacatlán y Teziutlán.[19]
- Por otra parte, la Sierra Negra forma parte de una región más amplia que abarca la Sierra de Zongolica (Veracruz) y la Sierra Mazateca (Oaxaca). Aislada por su propia topografía, la región de la Sierra Negra es una de las principales expulsoras de población en el estado de Puebla. En varios municipios de la región, como Eloxochitlán y San Sebastián Tlacotepec, los indígenas popolocas, nahuas y mazatecos constituyen la mayoría de la población. La región indígena de la Sierra Negra está fuertemente relacionada con la ciudad de Tehuacán, que absorbe buena parte de las migraciones temporales de los indígenas y campesinos empobrecidos de las zonas cercanas.[20]

Varios municipios de población mayoritariamente nahua la Sierra Negra, entre ellos Zoquitlán, Eloxochitlán y Coyomeapan, se encontraban entre los cien municipios con peores índices de desarrollo humano del país.

## Totonacos, Mixtecos, Otomís y Chipileños
Los Totonaco representan alrededor del 18% de los poblanos mayores de cinco años que hablan una lengua indígena. La mayor parte de ellos radica en la Sierra Norte, en municipios como Ixtepec y Huehuetla, donde son mayoría indiscutible de la población. Estas regiones de Puebla se encuentran entre las más pobres del estado y del país. Esta situación correspondía a los municipios totonacas de Huehuetla y Camocuautla, en la Sierra Norte.
Otros municipios con mayoría indígena se encuentran aislados en el suroeste y el centro del estado. Se trata de municipios como Xayacatlán de Bravo, San Jerónimo Xayacatlán, Chigmecatitlán y Santa Catarina Tlaltempan (que albergan a cerca de 80% de los mixtecos de Puebla).  
Los municipios de la Mixteca poseen grados de marginación medio alto en su mayoría, pero ello no obsta para que se encuentren entre los principales expulsores de población del estado. 
Especialmente en la Sierra Norte, la alta densidad de población hace poco redituable la economía basada en la agricultura, a lo que hay que sumar la quiebra de los cafetales (principal producto de la región) ocurrida en la década de 1980 con la desaparición del Instituto Mexicano del Café (Inmecafé).
Por otra parte, los otomís se concentran en municipios limítrofes con Hidalgo, como Honey. La más conocida de las poblaciones otomíes de Puebla es el enclave de San Pablito, en el municipio nahua de Pahuatlán
Muy aparte, existe una comunidad de descendientes de italianos establecidos en el centro-este del estado en la comunidad de Chipilo, que cuenta con alrededor de 4 mil habitantes, de los cuales algunos hablan el chipileño.

## Lengua náhuatl y lenguas minoritarias
Alrededor del 15% de la población mayor de cinco años del estado hablaba alguna lengua indígena. Esto colocaba a Puebla detrás de estados como Yucatán, Oaxaca, Quintana Roo, San Luis Potosí, Hidalgo y Guerrero por el número relativo de personas que hablan alguna lengua indígena en el territorio del estado. 
Sin embargo, en 1810 se calculaba que el 74,3% de los poblanos hablaban alguna lengua indígena, siendo la provincia con mayor población indígena de la Nueva España. 
De acuerdo con el censo de 1900, el primero realizado en México, la población hablante de lengua indígena en el estado era de 34%, por detrás de Yucatán, Oaxaca, Campeche y Chiapas.
En números absolutos, los hablantes de lenguas indígenas que viven el estado de Puebla representan alrededor de 10% del total en la República Mexicana. 

### Náhuatl
Los hablantes de náhuatl constituyen por mucho la mayor comunidad lingüística indígena del estado. Representan más de 70% de la población del estado y se concentran principalmente en las regiones de 
- la Sierra Norte y
- la Sierra Negra.

Estas dos regiones presentan ciertas variaciones lingüísticas que llevan en ocasiones a los expertos a considerar a las variedades náhuatl del norte y sur de Puebla como dos lenguas distintas. 
Existen otros municipios aislados de estas dos grandes regiones con comunidades nahuas importantes. Entre ellos se encuentran 
- Quimixtlán, en el oriente del estado, y
- Nopalucan y Amozoc, en el centro.

Además, la presencia de los hablantes de náhuatl es importante en la ciudad de Puebla y en Tehuacán.

### Totonaco
El segundo grupo lingüístico por el número de hablantes lo constituyen los usuarios del idioma totonaco. Representan alrededor del 18% de los poblanos mayores de cinco años que hablan una lengua indígena. La mayor parte de ellos radica en la Sierra Norte, en municipios como Ixtepec y Huehuetla, donde son mayoría indiscutible de la población.
Las diferencias entre las variedades del totonaco son menos profundas que las existentes entre las variedades del náhuatl, y en ocasiones se incluye dentro del grupo al idioma tepehua, hablado por una pequeña minoría también en el norte del estado.

### Mazateco y Popoloca
Más atrás se encuentran los hablantes de lenguas zapotecas: mazateco y popoloca, con más de 14 y 13 mil hablantes respectivamente. 
Buena parte de los hablantes de mazateco son trabajadores migrantes que provienen de la Sierra Mazateca, en el límite de Oaxaca con Puebla, y se concentran especialmente en el municipio de Tehuacán. 
Sin embargo, algunos de ellos son nativos del municipio de Tlacotepec, donde son minoría con respecto a los hablantes de náhuatl. 
Los popolocas comparten con los hablantes de mazateco el ámbito territorial del valle de Tehuacán, con la diferencia que ese es el territorio histórico de esta comunidad lingüística. Aparte de su presencia en Tehuacán, los popolocas tienen importantes comunidades en otros municipios de la región y también en la Mixteca Poblana, como los municipios de Tepexi de Rodríguez y Santa Inés Ahuatempan.

### Otomí
Por otra parte, los hablantes de otomí se concentran en municipios limítrofes con Hidalgo, como Honey. La más conocida de las poblaciones otomíes de Puebla es el enclave de San Pablito, en el municipio nahua de Pahuatlán.